# Scopula alargata
Scopula alargata är en fjärilsart som beskrevs av Paul Dognin 1901. Scopula alargata ingår i släktet Scopula och familjen mätare. Inga underarter finns listade.